# Zsanett Jakabfi
 Zsanett Jakabfi (Lengyeltóti, Hungría; 18 de febrero de 1990) es una futbolista húngara. Juega como delantera y su equipo actual es el VfL Wolfsburgo de la Bundesliga de Alemania. Es internacional absoluta por la selección de Hungría desde el 2007.

## Clubes
| Club            | País     | Año             |
| --------------- | -------- | --------------- |
| MTK Hungária FC | Hungría  | 2007 - 2009     |
| VfL Wolfsburgo  | Alemania | 2009 - presente |

## Títulos

### Liga Húngara
| Título       | Club            | País    | Temporada |
| ------------ | --------------- | ------- | --------- |
| Liga Húngara | MTK Hungária FC | Hungría | 2005      |

### Bundesliga
| Título     | Club           | País     | Temporada |
| ---------- | -------------- | -------- | --------- |
| Bundesliga | VfL Wolfsburgo | Alemania | 2012-13   |
| Bundesliga | VfL Wolfsburgo | Alemania | 2013-14   |
| Bundesliga | VfL Wolfsburgo | Alemania | 2016-17   |
| Bundesliga | VfL Wolfsburgo | Alemania | 2017-18   |
| Bundesliga | VfL Wolfsburgo | Alemania | 2018-19   |
| Bundesliga | VfL Wolfsburgo | Alemania | 2019-20   |

### Copa de Alemania
| Título           | Club           | País     | Temporada |
| ---------------- | -------------- | -------- | --------- |
| Copa de Alemania | VfL Wolfsburgo | Alemania | 2012-13   |
| Copa de Alemania | VfL Wolfsburgo | Alemania | 2014-15   |
| Copa de Alemania | VfL Wolfsburgo | Alemania | 2015-16   |
| Copa de Alemania | VfL Wolfsburgo | Alemania | 2016-17   |
| Copa de Alemania | VfL Wolfsburgo | Alemania | 2017-18   |
| Copa de Alemania | VfL Wolfsburgo | Alemania | 2018-19   |
| Copa de Alemania | VfL Wolfsburgo | Alemania | 2019-20   |
| Copa de Alemania | VfL Wolfsburgo | Alemania | 2020-21   |

### Campeonatos internacionales
| Título                                | Equipo         | Sede       | Año  |
| ------------------------------------- | -------------- | ---------- | ---- |
| Liga de Campeones Femenina de la UEFA | VfL Wolfsburgo | Inglaterra | 2013 |
| Liga de Campeones Femenina de la UEFA | VfL Wolfsburgo | Portugal   | 2014 |

### Distinciones individuales
- Futbolista del año en Hungría (9): 2008, 2009, 2010, 2013, 2016, 2017,[3][4] 2018,[5] 2019,[6] 2020[7]